# 博赫塔爾
博赫塔尔（‎），旧称庫爾干秋別（羅馬化：Kurgan-Tyube），是塔吉克斯坦的城市，也是哈特隆州的首府，位於該國西南部，距離首都杜尚別約100公里，2019年人口126700人。是全國第三大城市，亦是該國南部地區的最大城市。
2018年1月22日，该市从原用名“库尔干秋别”被改为现用名“博赫塔尔”。新名“博赫塔尔”（Бохтар，‎）即塔吉克语中“巴克特里亚”之意。

## 地理
博赫塔尔地处瓦赫什河河谷，位于塔吉克斯坦西南部。距该国首都杜尚别约100公里，向南约150公里则为阿富汗的昆都士。

## 人口
2006年人口約85,000人。2014年101600人。2015年有人口10.29万人:9。2019年人口126700人。
该市民族组成复杂，占人口较多的民族为乌兹别克人、塔吉克人、俄罗斯族等等。

## 经济
市区有电源变压器厂、轧棉厂、丝织厂、食品厂等工业设施。

## 交通
市内有博赫塔尔国际机场。

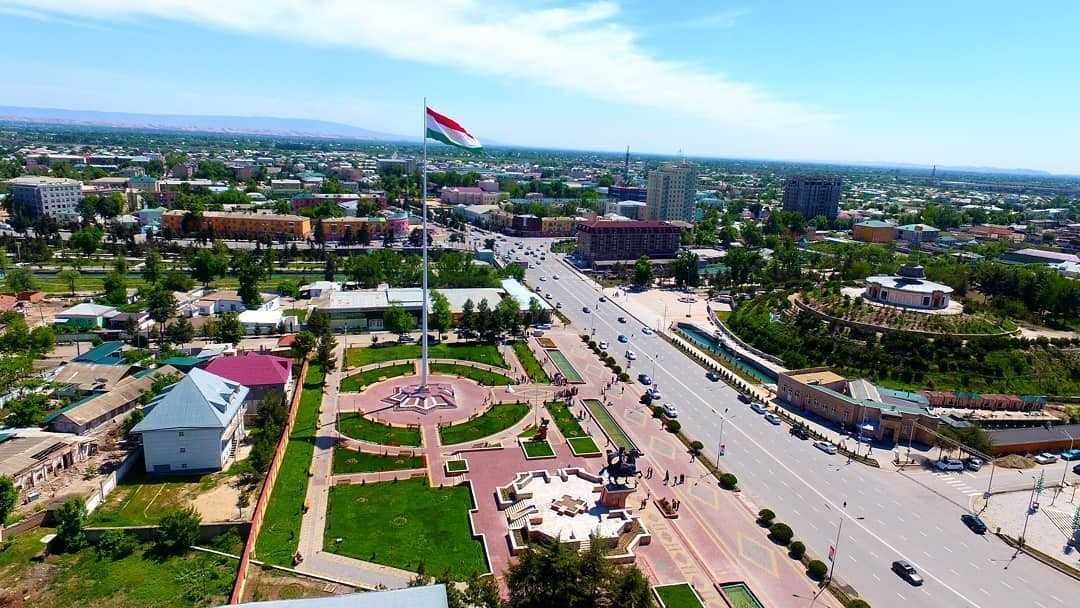
博赫塔尔市貌
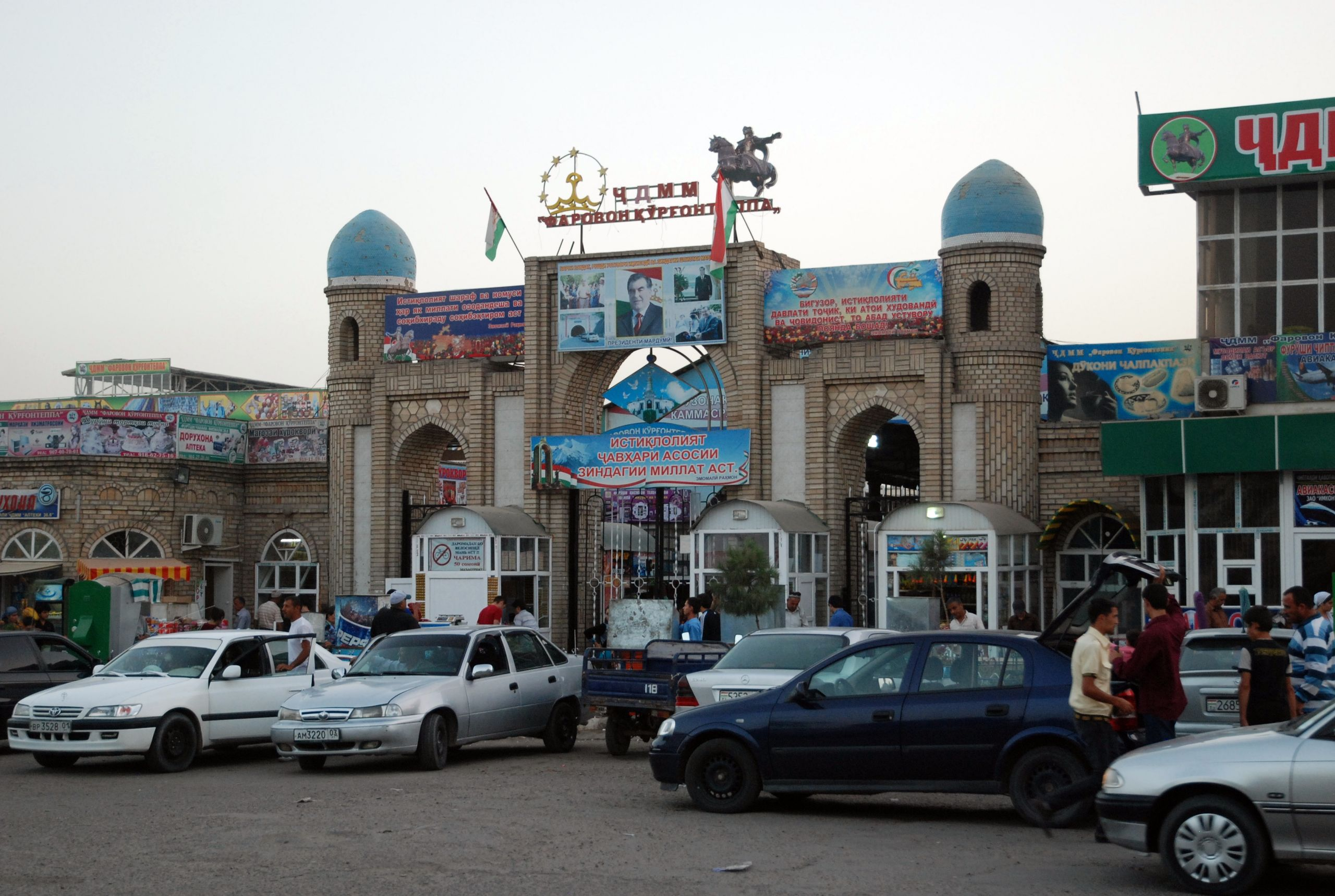
博赫塔尔巴扎
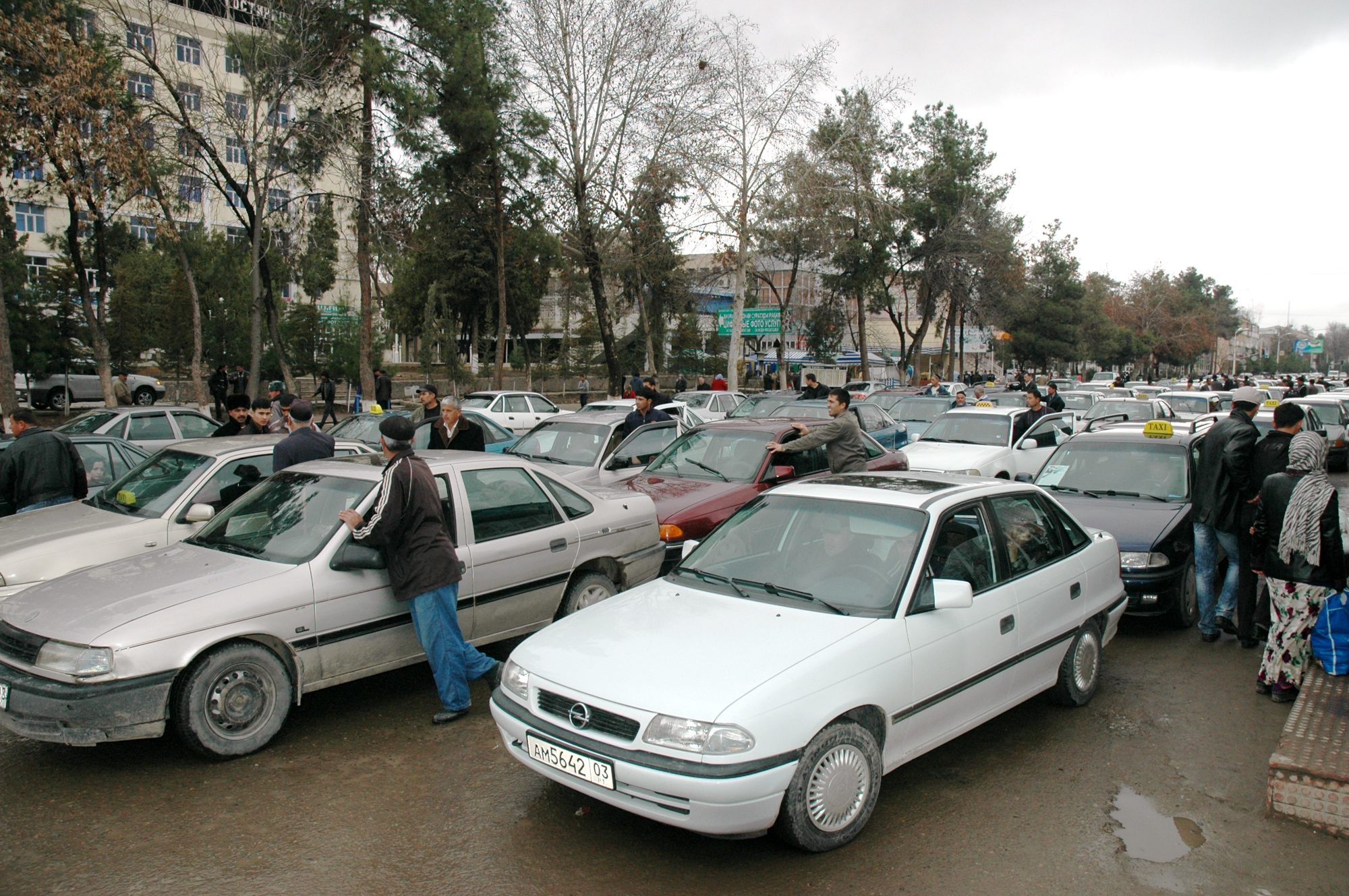
博赫塔尔出租车站
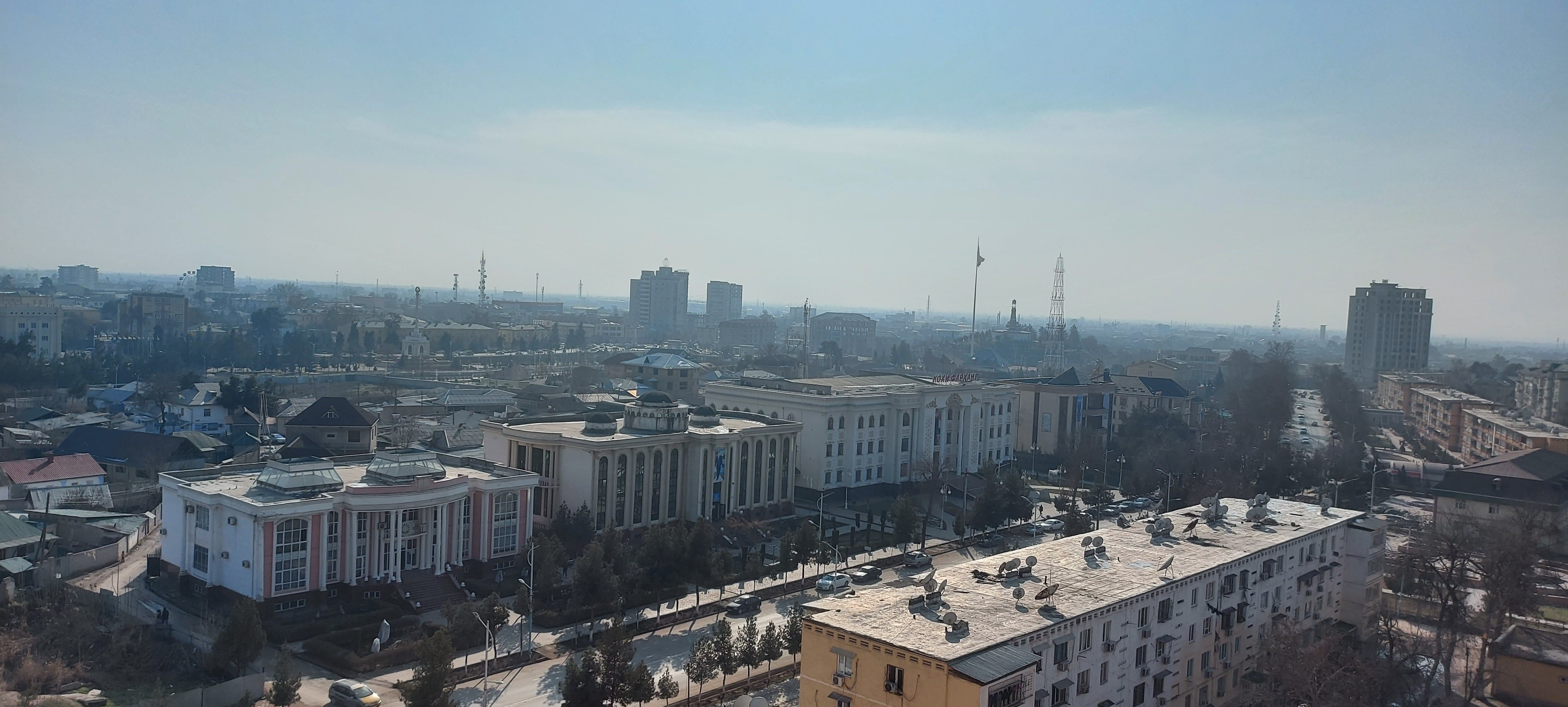
博赫塔尔市图书馆

## 外部連結
- Kurgan Tepe （页面存档备份，存于） in Encyclopaedia Iranica Online